# Полупречник
У геометрији полупречник je дуж која спаја центар круга (лопте) са тачком на периферији. Уобичајена ознака је r (латинично мало слово р), што води порекло од латинске речи radius.
Полупречник је такође половина пречника круга.
{\displaystyle d\doteq 2r\quad \Rightarrow \quad r={\frac {d}{2}}.}
Из полупречника се изводе и неке друге формуле за израчунавање: површине, обима, кружног исечка итд.
Формула за добијање обима круга је: 2rπ
Полупречник круга обима O је:
{\displaystyle r={\frac {O}{2\pi }}={\frac {O}{\tau }}.}
Формула за добијање површина круга је: πr2
Ознака за пречник круга је мало латинично слово d је, a за центар кружнице је S.

## Формула
За многе геометријске фигуре, полупречник се може изразити формулом преко осталих мера фигуре.

### Кругови
Полупречник круга површине A је
{\displaystyle r={\sqrt {\frac {A}{\pi }}}.}
Полупречник круга кроз три неколинеарне тачке P1, P2 и P3 дат је са
{\displaystyle r={\frac {|{\vec {OP_{1}}}-{\vec {OP_{3}}}|}{2\sin \theta }},}
где је θ угао ∠P1P2P3. Ова формула користи синусну теорему. Ако су дате координате три тачке (x1,y1), (x2,y2), и (x3,y3), полупречник се може изразити са
{\displaystyle r={\frac {\sqrt {[(x_{2}-x_{1})^{2}+(y_{2}-y_{1})^{2}][(x_{2}-x_{3})^{2}+(y_{2}-y_{3})^{2}][(x_{3}-x_{1})^{2}+(y_{3}-y_{1})^{2}]}}{2|x_{1}y_{2}+x_{2}y_{3}+x_{3}y_{1}-x_{1}y_{3}-x_{2}y_{1}-x_{3}y_{2}|}}.}